# Thupten Jampel Yishey Gyantsen
Thupten Jampel Yishey Gyantsen (Dakpo, 1910 – Lhasa, 7 maggio 1947) è stato un monaco buddhista e politico tibetano.
È stato il V Reting Rinpoce.

## La vita
Identificato in tenera età come reincarnazione del IV Reting, Gyantsen fu allievo di Pabongka Rinpoche, da cui fu iniziato al culto di Dorje Shugden. In seguito, poco più che ventenne, fu scelto come Reggente del Tibet dall'Assemblea nazionale nel 1933, e divenne il primo Reting coinvolto in politica.
Dividendosi tra gli impegni politici e religiosi, nel 1937 individuò il nuovo Dalai Lama, in Lhamo Dondrub, un bambino nato lungo il confine con la Cina, di cui divenne Tutore anziano, e in seguito, tra il maggio 1938 e l'agosto 1939, ricevette ufficialmente a Lhasa cinque membri delle Waffen-SS naziste capeggiati da Ernst Schäfer. Voluta da Heinrich Himmler, il comandante delle SS, tale spedizione tedesca in Tibet aveva scopi alpinistici, etnologici, naturalistici e anche politici. In particolar modo, il Terzo Reich desiderava dimostrare la teoria dello studioso Hans F.K. Günther, convinto che gli antichi ariani avessero origini himalayane, e che fossero poi scesi a conquistare India, Cina e Giappone. Il Buddha Śākyamuni sarebbe dunque stato uno dei più illuminati antenati del popolo tedesco, e qualcuno notava analogie tra il Buddhismo e le idee di Adolf Hitler. Ernst Schäfer aveva peraltro l'incarico di trovare Shambhala, un antichissimo regno sotterraneo la cui capitale era ritenuta governata da saggi esponenti della razza ariana. Oltre a tutto ciò, la Germania cercava una base sicura cui poter eventualmente fomentare i disordini nell'India britannica a danno del governo di Londra.
Non fu mai chiarito l'esito esatto della ricerca, ma venne confermato che una volta tornati a Berlino i membri delle Waffen-SS presentarono quaderni pieni di appunti, ventimila fotografie, diciottomila metri di pellicola cinematografica e centootto volumi delle Sacre Scritture tibetane donate da Gyantsen.
Nel 1941, complici le nefaste previsioni dell'Oracolo di Stato, la fortuna del Reggente mutò improvvisamente. Convinto che se non si fosse dedicato alla preghiera sarebbe morto molto presto, lasciò all'improvviso e di proposito la Reggenza per praticare un lungo ritiro lontano da Lhasa. Inoltre, il giovane tulku era a capo di un governo segnato da gravi accuse di corruzione. Fu sostituito dal III Taktra Rinpoche, altro seguace di Dorje Shugden, che secondo voci mai confermate gli avrebbe promesso nuovamente la Reggenza se avesse purificato la propria condotta. Da tempo, infatti, trasgrediva i voti di Dorje Shugden praticando il sesso tantrico e bevendo alcol, in accordo con certe dottrine Nyingmapa disapprovate dai seguaci del culto.
In seguito, nel 1947, alla testa di un gruppo di monaci sera tentò di riprendersi la carica perduta con un colpo di Stato probabilmente sostenuto dai cinesi, ma Taktra Rinpoche disperse i monaci in rivolta con le milizie di monaci poliziotto, che presto arrestarono lo stesso Gyantsen, che fu rinchiuso nella prigione del Potala, in cui morì un mese dopo in circostanze mai chiarite. Secondo alcuni fu avvelenato da Taktra nel timore di perdere la Reggenza, mentre secondo altre voci si servì dei suoi poteri meditativi di lama per raggiungere uno stato di morte volontaria. Al di là delle cause, il suo decesso portò a un ridimensionamento della gerarchia del clero di Lhasa.